# Phantom (1922)
Phantom is een Duitse stomme film uit 1922, geregisseerd door Friedrich Wilhelm Murnau. De film staat in de traditie van de Duitse expressionistische cinema.
De film werd lange tijd verloren geacht, maar werd gevonden door Duitse filmarchivarissen en in de oorspronkelijke staat hersteld. In 2006 is de herstelde versie op dvd uitgegeven.

## Rolverdeling
| Acteur                       | Personage                |
| ---------------------------- | ------------------------ |
| Alfred Abel                  | Lorenz Lubota            |
| Grete Berger                 | Pandjesbaas              |
| Lil Dagover                  | Marie Starke             |
| Lya De Putti                 | Veronika Harlan/Mellitta |
| Anton Edthofer               | Wigottschinski           |
| Aud Egede-Nissen             | Melanie Lubota           |
| Olga Engl                    | Harlans vrouw            |
| Karl Etlinger                | Boekbinder Starke        |
| Ilka Grüning                 | Barones                  |
| Adolf Klein                  | Harlan                   |
| Frida Richard                | Lubota's moeder          |
| Hans Heinrich von Twardowski | Hugo Lubot               |